# Лирические баллады
«Лирические баллады» (Lyrical Ballads) — анонимный поэтический сборник 1798 года, который принадлежит к числу наиглавнейших водоразделов в истории английской поэзии. Подавляющее большинство стихотворений было написано У. Вордсвортом, однако открывает сборник длинная поэма С. Т. Кольриджа «О старом моряке».

## Содержание
Чтобы профинансировать совместную поездку в Германию, молодые поэты Кольридж и Вордсворт, жившие рядом в графстве Сомерсет и проводившие много времени в обществе друг друга, условились подготовить и анонимно издать сборник стихов, который стал бы отражением их взглядов на литературу. Название объяснялось тем, что согласно предварительной договорённости Вордсворт должен был писать «лирику» на темы из повседневной жизни, а Кольридж — «баллады» на экзотические сюжеты. По разным причинам последний не закончил запланированные поэмы «Кубла Хан» и «Кристабель». Поскольку в сборник вошли только четыре его стихотворения, «лирическая» (то есть вордсвортовская) составляющая в книге заметно преобладает над «балладной», повествовательной.
Завершает сборник написанная стихийно перед самой публикацией элегия Вордсворта «Тинтернское аббатство», со временем ставшая хрестоматийной. Она вошла в историю английской литературы как «образец чуткого и вдумчивого восприятия природы, в котором пейзаж и лирические эмоции сплетаются в неразрывное целое».
Во второе, значительно расширенное издание 1800 года были включены, помимо прочего, написанные Вордсвортом в Германии стихи о загадочной Люси. На русский язык их переводили Георгий Иванов и Самуил Маршак. Если первое издание не содержало каких-либо указаний на авторство, то второе издание поступило в печать как сочинение Вордсворта.

## Значение

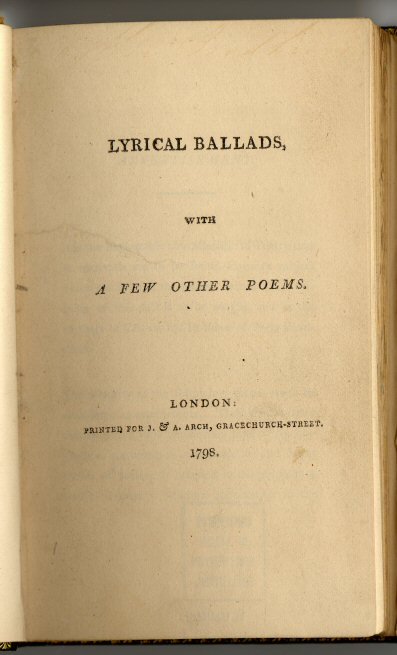
Титульный лист первого издания

Несмотря на высокие художественные достоинства, книга первоначально не вызвала большого резонанса. Первый тираж расходился весьма туго, пока внимание широкой публики к оригинальности «Лирических баллад» не привлекли такие популярные журналисты, как Хэзлитт, познакомившийся с обоими авторами в период их работы над сборником.
Популярность «Лирических баллад» в первые годы XIX века фактически похоронила английский классицизм и его стихотворные приёмы. Готовым поэтическим рецептам Кольридж и Вордсворт противопоставили непосредственность чувства, традиционному «высокому штилю» — язык повседневного общения. Подобно другим представителям английского предромантизма, авторы исповедуют руссоистский культ природы, но идут дальше своих предшественников. Герои стихотворений Вордсворта — прежде никогда не воспевавшиеся в стихах, малопримечательные персонажи, как, например, деревенский дурачок.

## Литературная полемика
Обращение к столь приземлённым предметам в поэтической форме поставило в тупик первых рецензентов сборника. Отыскать общий знаменатель для сельских элегий Вордсворта и архаического метра «Старого моряка» было сложно. Особенно же рьяно ополчились против дерзкой молодёжи авторы литературного обозрения Edinburgh Review, иронически окрестившие кружок Вордсворта «озёрными поэтами».
Чтобы разъяснить свои намерения, Вордсворт предпослал второму изданию сборника предисловие, которое принято рассматривать в качестве манифеста озёрной школы. В издании 1802 года это предисловие было дополнено очерком о языке поэзии (Poetic Diction). В этих сочинениях Вордсворт определяет свою задачу следующим образом:

…Брать материал для творчества из обыкновенной жизни, оформлять его обыкновенным способом, на обыкновенном языке. Обыкновенная жизнь избрана мной потому, что только в ней все естественно и правдиво; в её условиях простой, ничем не прикрашенный быт не противоречит прекрасным и устойчивым формам природы.
Свою точку зрения на поэтическую программу «Лирических баллад» Кольридж изложил годы спустя в 14-й главе эстетического трактата Biographia Literaria (1817). Поэт утверждает, что целью литературного искусства является своего рода повествовательная магия, которую он определяет фразой «добровольный отказ читателя от неверия» (suspension of disbelief), ставшей в англоязычном мире крылатой.